# Língua bench
Bench (também chamada Gimira, considerado um termo depreciativo) ú uma língua Omótica Norte do subgrupo "Gimojan", falada por cerca de 174 mil pessoas (dados 1998) na Zona de Bench Maji  - SNNPR, no sul da Etiópia, nas proximidades das cidades de Mizan Teferi e Shewa Gimira. Tem três dialetos mutuamente inteligíveis: Bench próprio, She, Mer. De forma incomum às linguagens da África, tem fonemas do tipo consoante retroflexa. TA língua é também notável por ter seis tons fonêmicas, uma das pouquíssimas línguas do mundo com tantos tons. 

## Escrita
A língua Bench usa hoje o alfabeto latino; são as 5 vogais A, e, i, O, U; Entre as consoantes não há F J Q V W X; D somente aparece no grupo Dy. São 45 representações para sons consoantes: São 11 com consoantes simples, mais o carácter “?”, 8 para consoantes com diacríticos e 20 para grupos de duas consoantes.

## Fonologia
Os fonemasvogais do Bench são /i e a o u/
São seis os tons : cinco níveis de tom, 1 a 5 (1 é o mais baixo) e um tom decrescente – 23 /˨˧/. O to mais alto é muitas vezes percebido como alto crescente 45 [˦˥]. Sobre a vogal  o, são /ő ó ō ò ȍ ǒ/ 
As consoantes são:
|             |             | Bilabial | Coronal | Palato- alveolar | Retroflexa | Velar | Glotal |
| ----------- | ----------- | -------- | ------- | ---------------- | ---------- | ----- | ------ |
| Nasal       | Nasal       | m        | n       |                  |            |       |        |
| Plosiva     | Surda       | p        | t       |                  |            | k     | ʔ      |
| Plosiva     | Sonora      | b        | d       |                  |            | ɡ     |        |
| Plosiva     | Ejetiva     | pʼ       | tʼ      |                  |            | kʼ    |        |
| Africada    | Surda       |          | ts      | tʃ               | tʂ         |       |        |
| Africada    | Ejetiva     |          | tsʼ     | tʃʼ              | tʂʼ        |       |        |
| Fricativa   | Surda       |          | s       | ʃ                | ʂ          |       | h      |
| Fricativa   | Sonora      |          | z       | ʒ                | ʐ          |       |        |
| Rótica      | Rótica      |          | r       |                  |            |       |        |
| Aproximante | Aproximante |          | l       | j                |            |       |        |

Todas essas consoantes podem se apresentar palatizadas, porém, somente antes de /a/, sugerindo uma análise alternativa de um sistema com a sexta vogal /ja/.  Consoantes  labializadas são registradas por  p, b, s, ɡ, e ʔ, mas suas situações fonêmicas não são claras; só ocorrem depois de /i/. Para o fonema /p/ as percepções de [pʰ] e [f] são de variação livre; /j/ tem o alofone [w] quando diante de vogais posteriores.
A estrutura silábica é (C)V(C)(C)(C) + tom  (C) N (C), onde C representa qualquer consoante , V qualquer vogal, N qualquer nasal e “entre parênteses” um elemento opcional.  Grupos CC formam um continuante seguido por uma Plosiva, Fricativa ou Africada; nos grupos CCC, a prima deve ser uma das /r/ /j/ /m/ /p/ ou  /pʼ/, a segunda pode ser /n/ ou uma Fricativa surda; a terceira deve ser   /t/ ou  /k/.

## Gramática

### Substantivos
Os plurais podem opcionalmente ser formados pela adição do sufixo -n̄d; porém, isso não é quase usado, exceto para substantivos definidos. Ex.:  wű īnɡn̄d "parentes dela"; ātsn̄dī bá ka̋nɡ "todas as pessoas".

### Pronomes

#### Pronomes pessoais
| Português              | Oblíquo   | Sujeito   | Locativo  | Vocativo         |
| ---------------------- | --------- | --------- | --------- | ---------------- |
| I                      | tá        | tān       | tȁtʼn̄     |                  |
| tu, você (sg.)         | ní        | nēn       | nȉtʼn̄     | wȍ (m.), hȁ (f.) |
| o Sr., a Sra.          | jìnt      | jìnt      | jìnt      |                  |
| ele                    | jı̋        | jīs       | _         |                  |
| ele (honor.)           | ı̋ts       | ı̋ts       | ı̋ts       |                  |
| ela                    | wű        | wūs       | _         |                  |
| ele (honor.)           | ɡēn       | ɡēn       | ɡēn       |                  |
| ela/ela próprio (refl) | bá        | bān       | bȁtʼn̄     |                  |
| nós (excl.)            | nú        | nūn       | nȕtʼn̄     |                  |
| nós (incl.)            | nı̋        | nīn       | nȉtʼn̄     |                  |
| vós, vocês (pl.)       | jìntȁjkʼn̄ | jìntȁjkʼn̄ | jìntȁjkʼn̄ |                  |
| eles (as)              | ı̋tsȁjkʼn̄  | ı̋tsȁjkʼn̄  | ı̋tsȁjkʼn̄  |                  |

Bá vai um pouco além de um pronome reflexivo; onde também marcar qualquer 3ª pessoa que se refira ao sujeito de uma frase. Ex.: e.g.: 
| jȉsī  | bá         | dōr    | ɡȍtùē                |
| Ele S | próprio(a) | ovelha | vender.ele.Pass.perf |
"Ele vendeu sua (própria) ovelha"
| bȍdám            | hānkʼá        | bājístāɡùʂn̄       | pāntsʼà         | ěz     |                     |
| estrada.Ablativo | vai,o próprio | subst.masc.quando | leopardo Subst. | grande | Ver.ele. Pass.perf. |
"Ele estava indo pela estrada, quando (ele) viu um grande leopardo"
A forma oblíqua é básica e serve como objeto, como possessivo ou advérbio. A forma sujeito tem três variantes: normal (vista acima), enfática – usada quando o objeto é especialmente proeminente na frase, principalmente quando no início da frase, ficando reduzido como parte de uma sentença verbal. O termo "locativo" implica "em, na direção de, ou para (objetivo) casa ou localização própria", Ex.:
| kȁrtá   | tȁtʼn̄           | tā | hānkʼùē       |
| retorno | para minha casa | eu | Passado perf. |
"Eu fui para casa"

#### Determinativos
Os principais determinativos são "aquele (a, es, as), o (a, os, as)" (masc. ùʂ, fem. èn, pl. ènd) e  "este (a, es, as), esse (a, es, as)" (masc. hàʂ, fem. hàn, pl. hànd).  Como sufixos num verbo ou numa sentença ablativa ou locativa, indicam uma cláusula relativa. Ex.:
| ātsn̄dà               | hàndīs       | hǎrám               | bād     | átsn̄dȁ?                          |
| pessoa.plural.subst. | esses.objeto | o que.Caso ablativo | separar | fazer.tempo futuro.interrogação? |
"Como eu posso separar essas pessoas?"
| átsín  | kétn̋          | jískèn     |
| mulher | casa.locativo | essa.estar |
"A mulher (essa) está na casa" 

### Demonstrativos
Os demonstrativos incluem hánɡ "aqui", ēk "ali", jìnk "lá (longe)", nēɡ "ali (próximo)", nèk "lá (próximo)".  Isolada, ou com sufixo determinativo ùʂ ou àʂ adicionado, essa função com pronomes determinativos "esta pessoa", "aquela pessoa", etc.  Com marcador de sentença nominal  -à, se tornam adjetivos demonstrativos.  Ex.:
| hànɡ | nás   | dȁdn̄    | àtāɡùʂn̄                                         |
| aqui | homem | próximo | atingir,chegar.”estativo”;Determinativo.Quando. |
"Quando ele chegou próximo ao homem..."
| njāʔà               | nēɡà        | hàndī           |
| menino;Subst.Plural | ali adiante | Determinativo.S |
"Aqueles meninos lá"

### Números
Os numeros são:
| 1    | mātʼ   |
| 2    | nám    |
| 3    | káz    |
| 4    | ód     |
| 5    | ùtʂ    |
| 6    | sàpm̄   |
| 7    | nàpm̄   |
| 8    | nyàrtn̄ |
| 9    | ìrstn̄  |
| 10   | ta̋m    |
| 100  | bǎl    |
| 1000 | wňm    |

20, 30, etc. são formados pela adição de tàm "dez" (sem mudança de tom) à unidade. Em números compostos,  -á é adicionada a cada cifra, assim:
13 ta̋má kázá
236 nám bǎlá kāztàmá sàpm̄á
Quando um número cardinal funciona com adjetivo, o sufixo -ās pode ser adicionado (egx' njāʔà kázās "três crianças".)  Um número ordinal é formado pelo sufixo -nás adicionado ao cardinal, Ex.: ódnás "quarto".

## Adjetivo
Os adjetivos são por vezes intensificados mudando o tom normal para um acima. Ex.: ěz "grande" → e̋z "muito grande".

### Verbos
Verbos com raízes monossilábicas podem apresentar três formas diferentes para suas bases ativas: Imperativo singular, que é tão somente a raiz; a raiz do tempo passado, geralmente igual à anterior, adicionando-se por vezes um -k (com mudanças na consoante anterior). ; a raiz do tempo futuro, quase sempre idêntica à básica acima, mas por vezes mudando o tom de 3 para 4 ou de 1 para 5. Alguns apresentam formas Causativa (formada pela adição de -ās ou -̏s, e ainda mudando tom de médio para alto) e Passiva (adicionando -n̄, -t, ou -̏k à anterior forma causativa); Verbos nominais são formados pela raiz base, com variação por vezes do tom ou adicionando  -t.
Verbos de raízes polissilábicas apresentam pelo menos duas formas, uma com significado de voz passiva e outra que indica oração transitiva ou causativa. As terminações anteriores terminam em -n̄, ou ainda em -ās.  A voz passive pode ser formada pelo final -āsn̄ adicionada. Verbos nominais são formados tomando-se a raiz pura sem -n̄ ou -ās.
Verbos compostos são formados como màk "dizer" ou màs "causa dizer", uma formação freqüente em línguas Etíopes.  Os tempos primários são:
- Passado simples (com a raiz do passado)
- Futuro (raiz do futuro mais {IPA|-n̄s-}})
- Presente perfeito (com raiz do particípio presente)
- Negativo (raiz future mais -árɡ-.)

Exemplos: hām → hānkʼùē "ele foi"; hámsm̄sùē "ele irá"; hānkʼńsùē "ele tinha ido".
- passado (com a raiz do passado)
- passado perfeito (raiz do passado mais o sufixo -ńs-, -ńɡ, ou -ánkʼ-)
- passado imperfeito (raiz do futuro com o sufixo estativo -āɡ-)
- negativo (raiz do future com sufixo negativo -árɡ- ou  -ù- ou um marcador de pessoa/ número gramatical)

A sequência dos afixos é : Raiz-Tempo-Negativo-Foc. pn.-Marcasdor pessoa/número.

## Ortografia e literatura
O Novo testamento foi publicado em língua Bench, usando a ortografia com base no silabário Etíope (da língua amárica). Os tons não são indicados e as retroflexas são indicadas por técnicas tais como o uso de símbolos adicionais do silabário ("nigus s") e formação de novos símbolos (como a adição de um novo “braço” no lado esquerdo do T).